# Edwin McKim
Samuel Edwin McKim (31 de octubre de 1868 - 31 de marzo de 1942) fue un actor y director estadounidense que dirigió películas mudas.
McKim es conocido principalmente por ser padre de la actriz Ann Dvorak, quién nació durante su matrimonio con la actriz Anna Lehr. Después de que Lehr y McKim se divorciaran en 1920, Dvorak no vio a McKim durante 14 años, y finalmente lo localizó después de que ella comenzará una búsqueda pública.
Dirigió películas de Lubin Manufacturing Company, entre otras.
McKim murió en Filadelfia el 31 de marzo de 1942.

## Filmografía seleccionada
- Oliver Twist (1912)
- Should a Woman Divorce? (director) (1914)
- The Butler (director) (1916)